# Joc de la Bola
Joc de la Bola és un barri ubicat al nord-oest del centre urbà de la ciutat de Lleida.Limita amb els barris Camp d'Esports, Ciutat Jardí i Mariola i amb la partida de Vallcalent.
L'any 2008 tenia 3.385 habitants.

## Carreres
Els carres que pertanyeran al barri de joc de la bola són el carres: Rambla de la mercè, Carrer d'henry dunant, Carrer del mestre tonet, Carrer del joc de la bola, Carrer de segòvia, Carrer de l'alcalde pujol i comparteix amb altres barris el carres: Carrer de cristòfol de boleda, Passeig de l'onze de setembre, Carrer de ferran el catòlic, Carres del rossinyol, Carrer del bisbe irurita, Carrer del segrià, Carrer gran passeig de ronda.